# Torneo de la Liga Pehuajense de Fútbol 2001

## Ronda clasificatoria

### Zona A
| Liga Pehuajense de Fútbol | Pts. |
| ------------------------- | ---- |
| Deportivo Argentino       | 31   |
| Estudiantes Unidos        | 23   |
| FC Henderson              | 18   |
| Salazar FC                | 17   |
| Independiente (MC)        | 12   |
| Bull Dog                  | 10   |
| At. Mones Cazón           | 8    |

### Zona B
| Liga Pehuajense de Fútbol | Pts. |
| ------------------------- | ---- |
| Calaveras                 | 27   |
| At. Carlos Casares        | 25   |
| San Martín                | 24   |
| Progreso                  | 20   |
| KDT                       | 18   |
| Independiente (B)         | 17   |
| Maderense                 | 13   |
| Defensores                | 9    |

## Ronda final
| Liga Pehuajense de Fútbol | Pts. |
| ------------------------- | ---- |
| At. Carlos Casares        | 25   |
| San Martín                | 19   |
| Deportivo Argentino       | 14   |
| Calaveras                 | 14   |
| Estudiantes Unidos        | 12   |
| FC Henderson              | 1    |